# Instituto de Estudios Histórico Marítimos del Perú
El Instituto de Estudios Histórico-Marítimos del Perú es una asociación civil sin fines de lucro con carácter cultural-científico, creado por Decreto Supremo N° 015-73-Ma del 17 de octubre de 1973, con el fin de cultivar y promover los estudios de carácter histórico, estratégico y científico sobre el mar, ríos y lagos del Perú, la Historia Naval y los acontecimientos relacionados con el Poder Marítimo. Así también, motivar y estimular la conciencia marítima en el país, porque el Perú tiene vocación marítima, es un país marítimo por mandato de la geografía, de la razón y de la historia. Desde tiempos prehistóricos los hombres que vivieron sobre esta tierra se vincularon, en una u otra forma, con el mar.
La obra fundamental del Instituto de Estudios Histórico-Marítimos del Perú es la Historia Marítima del Perú, escrita por un selecto grupo de historiadores y científicos. En los 27 volúmenes aparecidos hasta la fecha, se trata sobre las actividades y los contactos del hombre peruano con su mar, desde la antigüedad remota hasta comienzos del siglo XX. El último volumen ha aparecido el año 2006 y es el v. 2 de los 4 correspondientes al tomo XI, La República, 1879-1883, referido a la Guerra con Chile, de la autoría del contralmirante Melitón Carvajal Pareja en los primeros tres, y en el cuarto, la doctora Miriam Salas Olivari. La colección aúna la erudición con la excelente presentación tipográfica e iconográfica. Esta obra, que no tiene fines de lucro, ha sido declarada de interés científico y cultural por Decreto Supremo N° 016-72 del 25 de octubre de 1972, y contribuye decisivamente al fortalecimiento de nuestra conciencia marítima; es un factor primordial de integración y hermandad con todos los pueblos de nuestro continente.

## Fines y atribuciones
1. Realizar, fomentar y divulgar la Historia Marítima, Fluvial y Lacustre y todos los acontecimientos relacionados con el Poder Marítimo, incluyendo los de carácter estratégico y científico.
2. Salvaguardar el pasado histórico del Mar Peruano, así como el de los ríos y lagos que constituyen el medio acuático del territorio nacional.
3. Motivar e incentivar la conciencia marítima en el país, publicando y divulgando los trabajos de investigación que realice.
4. Propiciar y contribuir a la formación integral de historiadores y especialistas, de acuerdo con sus propias finalidades.
5. Reunir y ordenar materiales, éditos o inéditos de interés para la Historia Marítima, Fluvial, Lacustre y Naval del Perú, haciendo que estos sean conservados en sus originales o copias.
6. Publicar fuentes documentales, impresas o inéditas de mérito que contribuyan a esclarecer y difundir la historia nacional en sus aspectos marítimos, fluviales, lacustres y navales.
7. Proporcionar los informes y dictámenes que le solicite la Marina de Guerra del Perú, las entidades del Gobierno y otras instituciones del país o extranjeras.
8. Cuidar la veracidad y fidelidad de los textos de enseñanza en lo relacionado con la Historia Marítima, Fluvial, Lacustre y Naval del Perú, y en lo posible, de las publicaciones históricas en general.
9. Honrar la memoria de quienes se hayan distinguido en las actividades marítimas, fluviales y lacustres.
10. Organizar conferencias, seminarios y demás actividades afines con la Institución.
11. Colaborar con el Museo Naval del Perú “Capitán de Navío Julio J. Elías Murguía” y otras instituciones con finalidades comunes.
12. Editar periódicamente la Revista, órgano oficial del Instituto

La anterior enumeración no es limitativa sino meramente enunciativa, pudiendo en consecuencia realizar todos los actos acordes con los fines del Instituto.
En adición a los fines y atribuciones detallados, está el de continuar la publicación de la Historia Marítima del Perú, en lo que respecta al siglo XX. Para solventar esta obra, el Instituto está autorizado por el Ministerio de Economía y Finanzas y la Superintendencia de Administración Tributaria para recibir donaciones de entidades y personas privadas o jurídicas nacionales y extranjeras, de acuerdo a las reglamentaciones vigentes.

## Organización

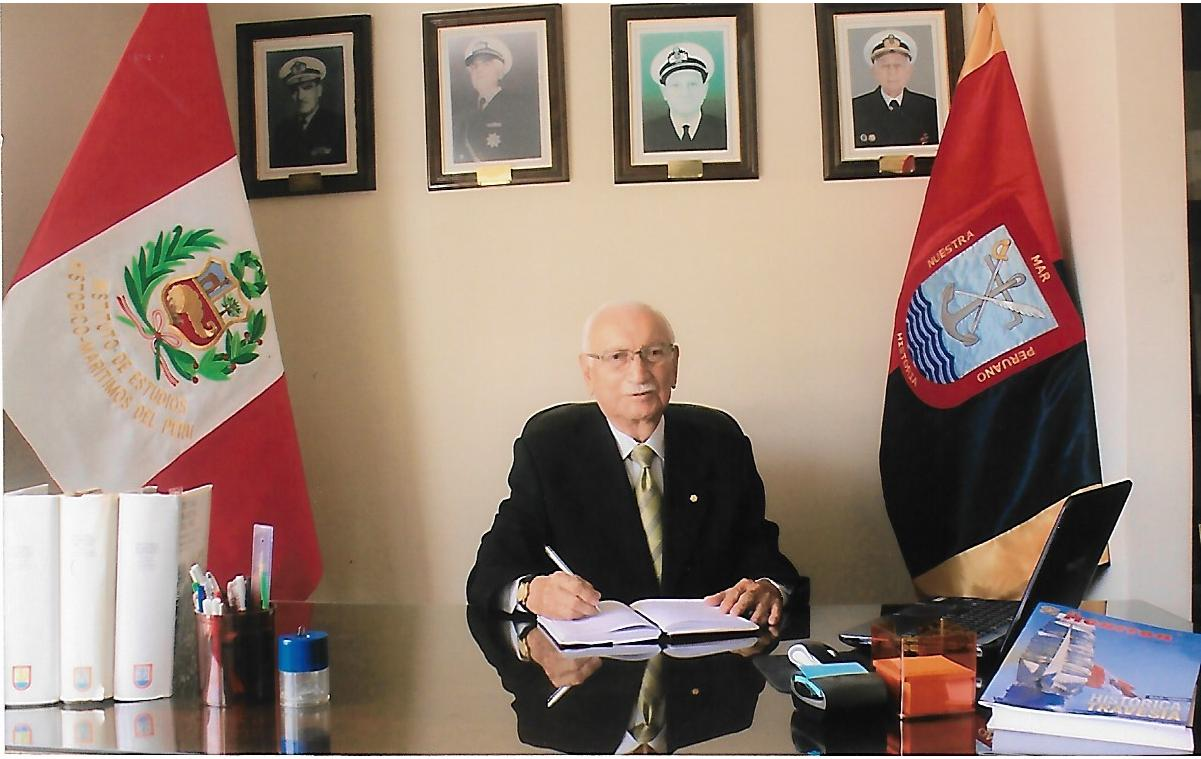
Contralmirante Raúl Eliseo Parra Maza - Presidente del Instituto de Estudios Histórico-Marítimos del Perú

Los asociados del Instituto son Miembros de Número y Miembros Correspondientes. Los Miembros de número son cincuenta, veinticinco de los cuales son oficiales de la Marina de Guerra del Perú, en cualquier situación de servicio, y veinticinco civiles de diversas especialidades
Los órganos del Instituto son: la Asamblea General, órgano supremo que reúne a los miembros de número; sus resoluciones son obligatorias. Y el Consejo Directivo, que tiene a su cargo la administración del Instituto, de conformidad con los acuerdos de la Asamblea y las normas del Estatuto.

### Comisión Permanente de Estudios Estratégicos-Marítimos (C.E.E.M.)
Es un organismo del Instituto de Estudios Histórico-Marítimos del Perú que tiene como finalidad contribuir al diseño, desarrollo, consolidación y divulgación de una estrategia marítima nacional. Sus actividades comprenden el análisis, investigación, estudios y certámenes a nivel nacional e internacional en las áreas de la política económica, jurídico-social, castrense, científica, filosófica y otras relacionadas con las actividades marítimas, rigiéndose por sus propias normas. La Comisión está conformada por miembros de destacada experiencia en el campo de la actividad marítima naval y de otras disciplinas con reconocidas calidades intelectuales, técnicas o científicas. 

### Comisión de Investigación y Desarrollo Histórico (C.O.I.D.H.)
Tiene por finalidad asesorar y coordinar la preparación, investigación, desarrollo y divulgación de la Historia Marítima del Perú. Asimismo, promover todas aquellas actividades vinculadas al quehacer histórico-marítimo. 

## La Biblioteca Marítima
El Instituto de Estudios Histórico-Marítimos del Perú cuenta con una biblioteca especializada en los temas marítimos e históricos, que representa la imagen institucional hacia la colectividad. Es una rica colección de ocho mil volúmenes; asimismo, cuenta con una hemeroteca con 600 títulos de publicaciones periódicas, incluyendo valiosas colecciones del siglo XIX y comienzos del XX, y una colección fotográfica de más de 15 mil fotos referidas a los aspectos marítimos y navales, así como de la vida política, social y cultural del país, parte de ellas ya investigadas y puestas al servicio del público en una base de datos WinIsis.
La Biblioteca brinda sus servicios al público en general, en el local de la sede del Instituto, en un horario de 9 a. m. a 3.00 p. m., de lunes a viernes. Posee página web y catálogo electrónico de la colección bibliográfica.